# Équipe du Portugal féminine de football
Cet article traite de l'équipe féminine. Pour l'équipe masculine, voir Équipe du Portugal de football.
Maillots
L'équipe du Portugal féminine de football est la sélection de joueuses portugaises représentant le pays lors des compétitions internationales de football féminin, sous l'égide de la Fédération portugaise de football. La sélection portugaise est surnommée Seleção das Quinas en référence aux Quinas, les cinq blasons bleus de l'emblème national, ou simplement Seleção.
Créée en 1981, l'équipe féminine réussit à se qualifier pour la première fois à un tournoi majeur lors de l'Euro 2017, après un match de barrage face à la Roumanie, devenant ainsi le petit poucet de cette compétition.
En juin 2023, la sélection féminine dispute pour la première fois de son histoire à une phase finale de Coupe du monde féminine de football, qui a lieu en Australie et en Nouvelle-Zélande.
En septembre 2023, la sélection féminine prend part à la première édition de la Ligue des nations féminine, étant placée dans la Ligue A.

## Histoire

### Premières années sans brio (1981-2016)
Créée en 1981, l'équipe féminine dispute son premier match contre la France qui se solde sur un score nul et vierge. L'année suivante, l’équipe débute en compétition officielle mais ne participe plus à aucune compétition durant dix ans, jusqu'à son retour en 1993.
Le Portugal a notamment joué les play-offs de qualification pour le Championnat d'Europe 1997 et 2001, qu'elle perd à chaque fois.
Le 15 novembre 2003, les portugaises connaissent une humiliation contre l'équipe d'Allemagne en s'inclinant lourdement (13-0), score qui constitue la plus large défaite de l'histoire du football féminin portugais.
Contrairement à leurs homologues masculins, la sélection féminine n'a pas de succès significatif, comme l'en témoigne l'absence de qualifications lors de tournois majeurs tels que la Coupe du monde féminine ou encore l'Euro féminin.

### Montée en puissance et premières qualifications aux tournois majeurs (2017-)

#### Première qualification à l'Euro féminin de 2017
L'équipe féminine portugaise parvient à sa qualifier pour la phase finale de l'Euro féminin 2017: reversées dans le groupe D en compagnie de l'Angleterre, de l'Espagne et de l'Écosse, elles terminent à la 4e place et sont éliminées au 1er tour, mais ont frôlé la qualification pour les quarts de finale lors du dernier match contre l'Angleterre (courte défaite 1-2 alors qu'un match nul suffisait pour terminer à la 2e place du groupe).
Les portugaises quittent la compétition avec un bilan d'une victoire (2-1 contre l’Écosse) et deux défaites (0-2 contre l'Espagne et 1-2 contre les Anglaises).
Un an plus tard, les portugaises obtiennent la médaille de bronze en finissant troisième lors de l'Algarve Cup.

#### Nouvelle qualification à l'Euro féminin 2022
Lors des qualifications pour l'Euro féminin 2022, la sélection portugaise termine deuxième de son groupe et atteint la phase des barrages où elle rencontre la Russie. S'inclinant lors du match aller (1-0), la Seleção accroche un match nul et vierge (0-0) lors du match retour en Russie. Par conséquent, la Russie se qualifie pour l'Euro, mais en raison de l'invasion russe de l'Ukraine, toutes les équipes russes sont interdites de compétition par la FIFA et l'UEFA, donnant ainsi au Portugal la place de la Russie dans le groupe C de l'Euro féminin.
Le Portugal est donc placé dans le groupe C avec comme adversaires la Suède, les Pays-Bas et la Suisse. Comme en 2017, les portugaises sont éliminées au 1er tour en terminant dernières avec un seul point obtenu grâce à un match nul contre la Suisse (2-2, après avoir été mené 0-2), pour deux défaites contre les favoris du groupe (2-3, face aux tenantes du titre néerlandaises après avoir un temps remonté un handicap de 2 buts, puis un revers beaucoup plus lourd 0-5, contre la Suède).

#### Première qualification à la Coupe du Monde 2023
Lors des Éliminatoires de la Coupe du monde féminine de football 2023, les portugaises terminent 2e de leur groupe H, devant ainsi passer par la phase de barrage pour se qualifier. Cependant, les portugaises finissent parmi les 3 "meilleurs deuxièmes", en troisième position et sont par conséquent exemptées du premier tour. Les portugaises doivent cependant disputer un match contre le Cameroun lors d'un match unique en Nouvelle-Zélande, que les portugaises remportent (2-1).
Ainsi, les portugaises décrochent leur premier billet pour une phase finale de Coupe du Monde et sont placées dans un groupe E particulièrement relevé, en compagnie des États-Unis (doubles championnes du monde en titre), des Pays-Bas (vainqueur de l'Euro 2017 et vice-championnes du monde), ainsi que du Vietnam. Le 23 juillet 2023, les portugaises disputent leur premier match de Coupe du monde contre les Pays-Bas au terme duquel elles s'inclinent (0-1). Le 27 juillet suivant, les portugaises signent leur première victoire en Coupe du monde contre le Vietnam (victoire 2-0), notamment grâce à Telma Encarnação, qui devient la première buteuse portugaise en Coupe du monde. Ce faisant, les Lusitaniennes préservent leurs chances de qualification pour les huitièmes de finale et doivent réussir l'exploit de battre les Américaines, qui les devancent provisoirement d'un point, lors du dernier match de groupe. La Seleção accroche contre toute attente son adversaire (0-0), en ayant eu des opportunités de marquer le but salvateur jusqu'à la fin du temps additionnel avec un tir sur le poteau dans les ultimes instants de la partie, mais ne réussit pas à passer le premier tour pour sa première participation et termine le Mondial à la 3e place de sa poule avec 4 points.

#### Participation à la première édition de la Ligue des nations de l'UEFA 2023-2024 en Ligue A
Instaurée en 2022, la première édition de la Ligue des nations féminine voit le jour en septembre 2023. A ce titre, les portugaises prennent part à cette nouvelle compétition au sein de la Ligue A et sont placées dans un groupe 2 particulièrement relevé en compagnie de la France, de l'Autriche et de la Norvège.
Le 22 septembre 2023, les portugaises disputent leur premier match dans cette nouvelle compétition face à la France, match qu'elles perdent 2-0. Néanmoins, les portugaises parviennent à créer l'exploit 4 jours plus tard en s'imposant face à la Norvège (3-2), signant par ailleurs leur première victoire historique dans cette compétition. Par la suite, les portugaises s'inclinent à chaque fois et terminent dernières de leur groupe avec un bilan d'une seule victoire en 6 matchs, synonyme de relégation en Ligue B.

## Compétitions officielles

### Coupe du monde
Le Portugal n'a pas participé aux deux premières qualifications pour la coupe du monde.
La sélection féminine est de retour pour l'édition 1999, qui se dispute aux États-Unis. Elle termine 4e et avant dernière de son groupe remportant ses deux matches face à la Belgique. Les portugaises ne se qualifient pas pour les autres éditions, malgré une bonne 3e place lors des qualifications de 2011, se classant derrière les sélections finlandaise et italienne.
La sélection féminine se qualifie pour la première fois pour l'édition 2023 et signe sa première victoire en Coupe du Monde le 27 juillet 2023 face au Vietnam (victoire 2-0). Elle termine cette Coupe du Monde avec un bilan honorable de 4 points (une victoire, un match nul de prestige contre les États-Unis et une défaite), insuffisant cependant pour passer les poules.
| Performances du Portugal en Coupe du monde. \| Édition \| Performance \| J \| V \| N \| D \| BP \| BC \| \| ------- \| ------------- \| - \| - \| - \| - \| -- \| -- \| \| 1991 \| Non inscrite \| - \| - \| - \| - \| - \| - \| \| 1995 \| Non inscrite \| - \| - \| - \| - \| - \| - \| \| 1999 \| Non qualifiée \| - \| - \| - \| - \| - \| - \| \| 2003 \| Non qualifiée \| - \| - \| - \| - \| - \| - \| \| 2007 \| Non qualifiée \| - \| - \| - \| - \| - \| - \| \| 2011 \| Non qualifiée \| - \| - \| - \| - \| - \| - \| \| 2015 \| Non qualifiée \| - \| - \| - \| - \| - \| - \| \| 2019 \| Non qualifiée \| - \| - \| - \| - \| - \| - \| \| 2023 \| 1er tour \| 3 \| 1 \| 1 \| 1 \| 2 \| 1 \| \| 2027 \| À venir \| - \| - \| - \| - \| - \| - \| \| 2031 \| À venir \| - \| - \| - \| - \| - \| - \| \| 2035 \| À venir \| - \| - \| - \| - \| - \| - \| \| Total \| 1/9 \| 3 \| 1 \| 1 \| 1 \| 2 \| 1 \| |               |   |   |   |   |    |    |
| Édition | Performance   | J | V | N | D | BP | BC |
| 1991 | Non inscrite  | - | - | - | - | -  | -  |
| 1995 | Non inscrite  | - | - | - | - | -  | -  |
| 1999 | Non qualifiée | - | - | - | - | -  | -  |
| 2003 | Non qualifiée | - | - | - | - | -  | -  |
| 2007 | Non qualifiée | - | - | - | - | -  | -  |
| 2011 | Non qualifiée | - | - | - | - | -  | -  |
| 2015 | Non qualifiée | - | - | - | - | -  | -  |
| 2019 | Non qualifiée | - | - | - | - | -  | -  |
| 2023 | 1er tour      | 3 | 1 | 1 | 1 | 2  | 1  |
| 2027 | À venir       | - | - | - | - | -  | -  |
| 2031 | À venir       | - | - | - | - | -  | -  |
| 2035 | À venir       | - | - | - | - | -  | -  |
| Total | 1/9           | 3 | 1 | 1 | 1 | 2  | 1  |

### Championnat d'Europe
Les portugaises ne se sont qualifiées que 3 fois pour le Championnat d'Europe, en 2017, en 2022 et en 2025. C'est la troisième fois que le Portugal atteint les barrages après 1997 et 2001 et la première en 2017 où elles les remportent.
La sélection portugaise se qualifie à nouveau pour le Championnat d'Europe féminin de football, à la suite de l'interdiction faite par la FIFA et l'UEFA, aux équipes russes de participer aux compétitions organisées par ces dernières. Le Portugal est une nouvelle fois dernier de son groupe et éliminé au 1er tour, avec un bilan d'un nul et deux défaites, performance rééditée lors de l'édition suivante.
| Performances du Portugal à l'Euro. \| Édition \| Performance \| J \| V \| N \| D \| BP \| BC \| \| ------- \| ------------- \| - \| - \| - \| - \| -- \| -- \| \| 1984 \| Non qualifiée \| - \| - \| - \| - \| - \| - \| \| 1987 \| Non qualifiée \| - \| - \| - \| - \| - \| - \| \| 1989 \| Non qualifiée \| - \| - \| - \| - \| - \| - \| \| 1991 \| Non qualifiée \| - \| - \| - \| - \| - \| - \| \| 1993 \| Non qualifiée \| - \| - \| - \| - \| - \| - \| \| 1995 \| Non qualifiée \| - \| - \| - \| - \| - \| - \| \| 1997 \| Non qualifiée \| - \| - \| - \| - \| - \| - \| \| 2001 \| Non qualifiée \| - \| - \| - \| - \| - \| - \| \| 2005 \| Non qualifiée \| - \| - \| - \| - \| - \| - \| \| 2009 \| Non qualifiée \| - \| - \| - \| - \| - \| - \| \| 2013 \| Non qualifiée \| - \| - \| - \| - \| - \| - \| \| 2017 \| 1er tour \| 3 \| 1 \| 0 \| 2 \| 3 \| 5 \| \| 2022 \| 1er tour \| 3 \| 0 \| 1 \| 2 \| 4 \| 10 \| \| 2025 \| 1er tour \| 3 \| 0 \| 1 \| 2 \| 2 \| 8 \| \| 2029 \| À venir \| - \| - \| - \| - \| - \| - \| \| Total \| 3/14 \| 9 \| 1 \| 2 \| 6 \| 9 \| 23 \| |               |   |   |   |   |    |    |
| Édition | Performance   | J | V | N | D | BP | BC |
| 1984 | Non qualifiée | - | - | - | - | -  | -  |
| 1987 | Non qualifiée | - | - | - | - | -  | -  |
| 1989 | Non qualifiée | - | - | - | - | -  | -  |
| 1991 | Non qualifiée | - | - | - | - | -  | -  |
| 1993 | Non qualifiée | - | - | - | - | -  | -  |
| 1995 | Non qualifiée | - | - | - | - | -  | -  |
| 1997 | Non qualifiée | - | - | - | - | -  | -  |
| 2001 | Non qualifiée | - | - | - | - | -  | -  |
| 2005 | Non qualifiée | - | - | - | - | -  | -  |
| 2009 | Non qualifiée | - | - | - | - | -  | -  |
| 2013 | Non qualifiée | - | - | - | - | -  | -  |
| 2017 | 1er tour      | 3 | 1 | 0 | 2 | 3  | 5  |
| 2022 | 1er tour      | 3 | 0 | 1 | 2 | 4  | 10 |
| 2025 | 1er tour      | 3 | 0 | 1 | 2 | 2  | 8  |
| 2029 | À venir       | - | - | - | - | -  | -  |
| Total | 3/14          | 9 | 1 | 2 | 6 | 9  | 23 |

## Tournois

### Algarve Cup
L'équipe portugaise, amphitryon de ce tournoi annuel, a participé à toutes les éditions, excepté en 2021 du fait que le tournoi ait été annulé en raison de la pandémie de coronavirus.
Son meilleur classement est une troisième place acquise lors de l'édition de 2018.
| Editions | Editions | Editions |
| - 1994: 5e - 1995: 8e - 1996: 7e - 1997: 8e - 1998: 7e - 1999: 7e - 2000: 8e - 2001: 8e - 2002: 11e - 2003: 10e | - 2004: 8e - 2005: 11e - 2006: 11e - 2007: 12e - 2008: 10e - 2009: 8e - 2010: 10e - 2011: 9e - 2012: 10e - 2013: 11e | - 2014: 12e - 2015: 11e - 2016: 8e - 2017: 12e - 2018: 3 e - 2019: 10e - 2020: 8e - 2021: Compétition annulée - 2022: 4e - 2023: Compétition annulée |

## Évolution du classement FIFA et UEFA
L'équipe portugaise atteint son pire classement FIFA en 2007 en 47e position, et obtient son meilleur classement en août 2023 en 19e position, à la suite de son encourageant parcours lors de sa première participation à une phase finale du Coupe du monde. Également, les portugaises figurent pour la première fois en août 2023 dans le top 20 du classement FIFA.
Au classement UEFA, le Portugal atteint son pire classement en 2012 en 29e position, et obtient son meilleur classement en août 2023 en 13e position.
| Année           | 2003 | 2004 | 2005 | 2006 | 2007 | 2008 | 2009 | 2010 | 2011 | 2012 | 2013 | 2014 | 2015 | 2016 | 2017 | 2018 | 2019 | 2020 | 2021 | 2022 |
| --------------- | ---- | ---- | ---- | ---- | ---- | ---- | ---- | ---- | ---- | ---- | ---- | ---- | ---- | ---- | ---- | ---- | ---- | ---- | ---- | ---- |
| Classement FIFA | 34   | 34   | 40   | 46   | 47   | 45   | 41   | 39   | 43   | 46   | 41   | 42   | 40   | 38   | 38   | 32   | 31   | 30   | 29   | 22   |
| Classement UEFA | 22   | 22   | 23   | 27   | 27   | 27   | 25   | 23   | 25   | 29   | 25   | 24   | 23   | 23   | 22   | 20   | 20   | 20   | 18   | 14   |
| Année           | 2023 | 2024 | 2025 | 2026 | 2027 | 2028 | 2029 | 2030 | 2031 | 2032 | 2033 | 2034 | 2035 | 2036 | 2037 | 2038 | 2039 | 2040 | 2041 | 2042 |
| Classement FIFA | 19   | 22   |      |      |      |      |      |      |      |      |      |      |      |      |      |      |      |      |      |      |
| Classement UEFA | 13   | 13   |      |      |      |      |      |      |      |      |      |      |      |      |      |      |      |      |      |      |

## Personnalités

### Sélectionneurs
Statistiques au 11 juillet 2025.
| Nom              | Années    | Matchs | Victoires | Nuls | Défaites | % de victoires |
| ---------------- | --------- | ------ | --------- | ---- | -------- | -------------- |
| Helder Pereira   | 1981-1983 | 8      | 1         | 3    | 4        | 12,5%          |
| Leonel Domingues | 1993-1996 | 29     | 9         | 0    | 20       | 31,03%         |
| Graça Simões     | 1996-2000 | 28     | 6         | 4    | 18       | 21,43%         |
| Nuno Almeida     | 2000-2004 | 40     | 9         | 5    | 26       | 22,5%          |
| José Augusto     | 2004-2007 | 22     | 1         | 3    | 18       | 4,55%          |
| Mónica Jorge     | 2007-2011 | 38     | 18        | 6    | 14       | 47,37%         |
| António Violante | 2011-2014 | 22     | 7         | 2    | 13       | 31,82%         |
| Francisco Neto   | 2014-     | 156    | 62        | 31   | 63       | 39,74%         |
| Total            | Total     | 343    | 113       | 54   | 176      | 32,94%         |

### Joueuses les plus sélectionnées
Classements au 19 mai 2025.
|    | Joueuse         | Période   | Sélections |
| -- | --------------- | --------- | ---------- |
| 1  | Ana Borges      | 2006-     | 187        |
| 2  | Carole Costa    | 2010-     | 177        |
| 3  | Dolores Silva   | 2009-     | 170        |
| 4  | Carla Couto     | 1993-2012 | 145        |
| 5  | Cláudia Neto    | 2006-2021 | 136        |
| 6  | Edite Fernandes | 1997-2016 | 132        |
| 7  | Sílvia Rebelo   | 2009-     | 124        |
| 8  | Carolina Mendes | 2007-     | 123        |
| 8  | Tatiana Pinto   | 2014-     | 123        |
| 10 | Jéssica Silva   | 2011-     | 119        |

### Meilleures buteuses
Classements au 19 mai 2025.
|    | Joueuse           | Période   | Buts | Sélections | Buts par matches |
| -- | ----------------- | --------- | ---- | ---------- | ---------------- |
| 1  | Edite Fernandes   | 1997-2016 | 39   | 132        | 0,3              |
| 2  | Carla Couto       | 1993-2012 | 29   | 145        | 0,2              |
| 3  | Diana Silva       | 2014-     | 26   | 114        | 0,22             |
| 4  | Carole Costa      | 2010-     | 25   | 177        | 0,14             |
| 5  | Carolina Mendes   | 2007-     | 24   | 123        | 0,2              |
| 6  | Cláudia Neto      | 2006-2021 | 19   | 136        | 0,14             |
| 7  | Jéssica Silva     | 2011-     | 18   | 119        | 0,15             |
| 7  | Dolores Silva     | 2009-     | 18   | 170        | 0,105            |
| 9  | Patricia Sequeira | 1993-2002 | 13   | 75         | 0,17             |
| 10 | Vanessa Marques   | 2012-     | 12   | 89         | 0,13             |

## Effectif actuel
Liste des 23 joueuses convoquées pour disputer la rencontre des Barrages des éliminatoires du Championnat d'Europe féminin de football 2025 du 29 octobre 2024, face à l'Azerbaïdjan.